# Daedalma dinias
Daedalma dinias är en fjärilsart som beskrevs av William Chapman Hewitson 1858. Daedalma dinias ingår i släktet Daedalma och familjen praktfjärilar. Inga underarter finns listade i Catalogue of Life.

## Bildgalleri

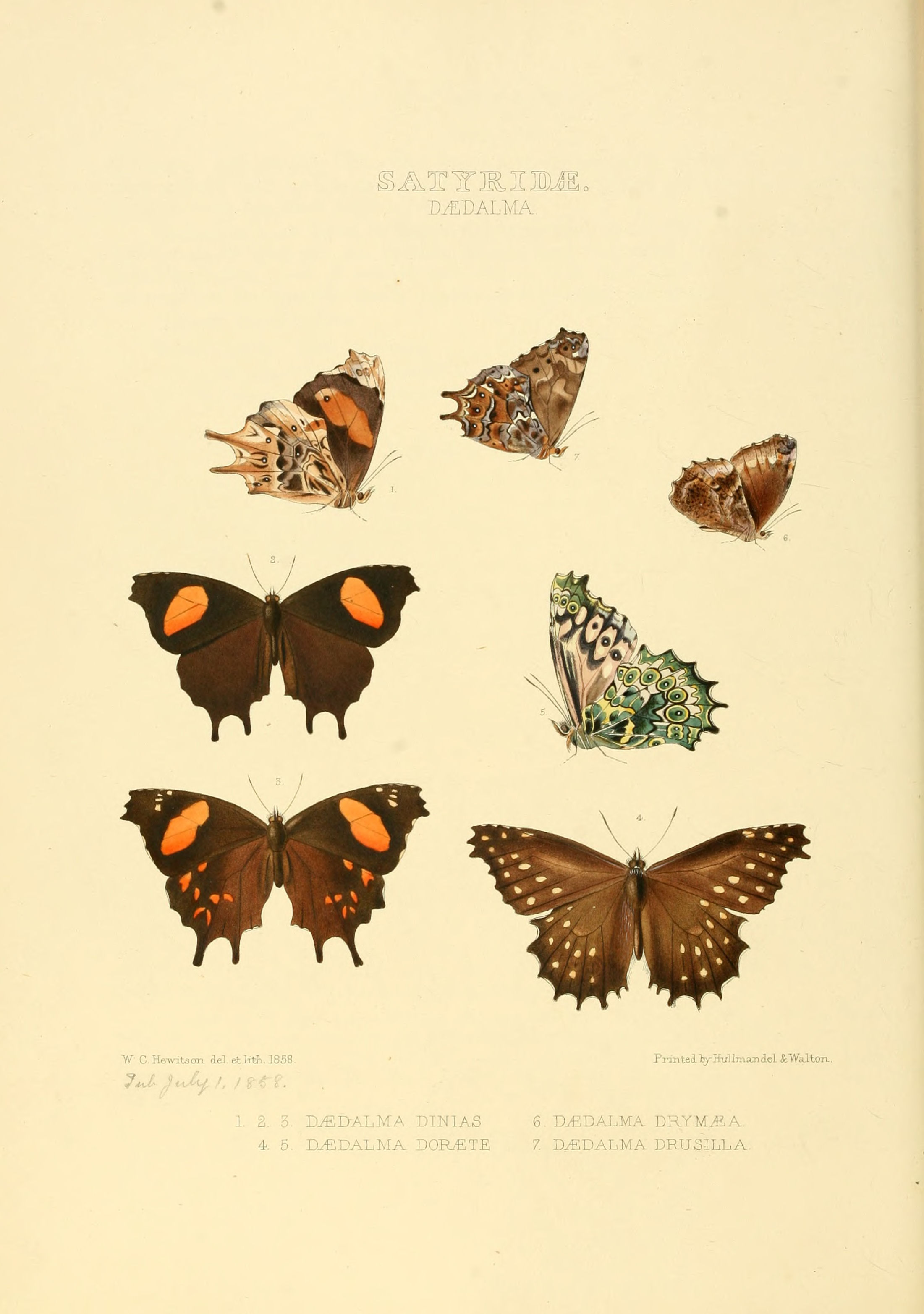